# Jerzy Debisz
Jerzy Debisz (ur. 17 czerwca 1930 w Brześciu nad Bugiem, zm. 1999 w Łodzi) – polski bokser, reprezentant Polski.
Boksował w latach 1947–1961 w klubach ŁKS Łódź, CWKS Warszawa, Gwardia Łódź i Orzeł Łódź. 
Uczestniczył w mistrzostwach Europy w Mediolanie 1951  roku, odpadając w ćwierćfinale wagi lekkopółśredniej. Startując w mistrzostwach Polski, zdobył mistrzostwo w 1951, oraz trzykrotnie był wicemistrzem Polski w 1950, 1952 i 1956 roku, wszystkie medale wywalczył w kategorii półśredniej. W reprezentacji Polski wystąpił 4 razy w latach 1949 – 1956, odnosząc 2 zwycięstwa przy 2 porażkach. W swojej karierze stoczył 315 walk, odnosząc 284 zwycięstwa, 8 remisów i 23 walki przegrywając.